# Maria Jastrzębska
Maria Wanda Jastrzębska (ur. 18 października 1924 w Samborze, zm. 6 czerwca 1988 w Pińczowie) – polska inżynier elektronik, nauczyciel akademicki; związana z uczelniami technicznymi w Gliwicach i Opolu.

## Życiorys

### Dzieciństwo i młodość
Urodziła się w 1924 roku w Samborze, w województwie lwowskim, w rodzinie nauczycielskiej. Jej ojciec Józef był tam dyrektorem seminarium nauczycielskiego, a matka Jadwiga nauczycielką. Miała starszego brata Stanisława, który zginął w działalności partyzanckiej oraz młodszą siostrę Jadwigę (żonę Czesława Olecha). dzieciństwo i młodość spędziła w rodzinnym Samborze, gdzie ukończyła szkołę powszechną oraz 3 klasy gimnazjum. Po wybuchu II wojny światowej w 1939 roku i wkroczeniu wojsk radzieckich została zesłana wraz z rodziną do Kazachstanu w 1940 roku. Pracowała tam w sowchozie, a następnie od 1944 roku w kołchozie w Odessie, dokąd została przesiedlona. Po zakończeniu działań wojennych wróciła do rodzinnego Sambora, po czym w październiku 1945 roku − „repatriowana” − osiedliła się z matką i rodzeństwem w Gliwicach. Podjęła naukę w Liceum Przyrodniczym im. E. Plater w Sosnowcu, gdzie w 1947 roku zdała maturę.

### Studia i początki kariery naukowej
W tym samym roku podjęła studia na Wydziale Elektrycznym Politechniki Śląskiej w Gliwicach. Uchodziła za bardzo zdolną studentkę, stąd też jeszcze w 1949 roku została zatrudniona z inicjatywy prof. Stanisława Fryzego jako młodsza asystentka w Katedrze Podstaw Elektroniki. Tam wykonała i obroniła pracę dyplomową pt. Automatyczna stabilizacja napięcia generatora prądu stałego, uzyskując w 1952 roku tytuł zawodowy magistra inżyniera elektronika.
W Katedrze tej pracowała przez kolejnych sześć lat, przechodząc tam przez kolejne stopnie awansu nauczyciela akademickiego. W 1960 roku przeniosła się do Katedry Teorii Regulacji Politechniki Śląskiej, kierowanej przez prof. Stefana Węgrzyna. Pod jego promotorstwem wykonała i obroniła pod koniec tego samego roku pracę doktorską pt. Napięcia i prądy powstające przy odłączeniu układów elektrycznych zawierających linie długie, uzyskując stopień naukowy doktora nauk technicznych.

### Praca na opolskiej WSI
Równolegle z pracą na Politechnice Śląskiej prowadziła zajęcia dydaktyczne w Wyższej Szkole Inżynierskiej
w Opolu. Do uczelni tej na pierwszy etat, na stanowisko starszego wykładowcy, przeszła w 1968 roku, ale już rok wcześniej objęła tam kierownictwo nad zorganizowanym przez siebie Zespołem Automatyki, Elektroniki i Telemechaniki. Zespół ten, w 1975 roku, został przemianowany na Zakład Automatyki i Telemechaniki. Kierowała nim do 1987 roku, kiedy to uległa nieodwracalnej chorobie. Była pomysłodawcą oraz kierowała tworzeniem laboratoriów z zakresu automatyki, elektroniki i telemechaniki. W trosce o dydaktykę wydała podręcznik z automatyki przesyłowej, a wraz ze współpracownikami opracowała kilka skryptów. Biegła znajomość języka francuskiego pozwoliła jej na tłumaczenie podręczników. Była promotorem wielu prac dyplomowych inżynierskich i magisterskich. Dbała o rozwój współpracowników, organizując regularnie seminaria naukowe. Pod jej promotorstwem została wykonana jedna praca doktorska. Była organizatorem i opiekunem Zespołu Maszyn Liczących, przekształconego w 1963 roku w Uczelniany Ośrodek Obliczeniowy.
Na stanowisko docenta została powołana w 1968 roku. Od września tegoż roku do 31 stycznia 1970 roku pełniła funkcję prodziekana, a następnie od 1 lutego 1970 do 31 sierpnia 1971 roku sprawowała stanowisko dziekana Wydziału Elektrycznego WSI w Opolu. Przewodniczyła Wydziałowej Komisji dla Doboru Kandydatów na Studia oraz przez wiele lat była członkiem Senatu opolskiej uczelni technicznej. Na jego zlecenie opracowała w 1985 roku statut przewidujący powołanie do życia częściowo autonomicznej uczelni. Przewodniczyła także Senackiej Komisji Bibliotecznej oraz Komisji do spraw Zatrudnienia Absolwentów. 

### Praca poza uczelnią
Oprócz pracy naukowo-dydaktycznej w WSI była konsultantem w Biurze Projektów i Gospodarki Komunalnej w Opolu, a także rzeczoznawca w Naczelnej Organizacji Technicznej. Jej zasługi dla powstania i rozwoju Wydziału Elektrycznego oraz rezultaty organizacyjne i dydaktyczne zostały docenione i wielokrotnie wyróżnione.
Zmarła w 1988 roku po ciężkiej chorobie w Pińczowie, gdzie przebywała w wolnym czasie u młodszej siostry. Została pochowana obok matki, brata i ojca, któremu wykonano tam symboliczny grób.

## Odznaczenia, nagrody i wyróżnienia
- Złoty Krzyż Zasługi (1974)
- Medal Komisji Edukacji Narodowej (1982)
- Odznaka Zasłużony Opolszczyźnie (1977)
- Odznaka Za Zasługi dla Miasta Opola (1980)
- Nagroda Ministra Nauki i Szkolnictwa Wyższego (1969)